# مازر (مازر)
مازر هو دُوَّار يقع بجماعة بو مريم، إقليم فكيك، جهة الشرق في المملكة المغربية. ينتمي الدوّار لمشيخة مازر التي تضم دوارين. يقدر عدد سكانه بـ 571 نسمة حسب الإحصاء الرسمي للسكان والسكنى لسنة 2004.

## روابط خارجية
- البوابة الوطنية للجماعات الترابية نسخة محفوظة 12 مارس 2018 على موقع واي باك مشين.
- المندوبية السامية للتخطيط